# わんぱく相撲
わんぱく相撲は、小学生児童によるアマチュア相撲大会。遊び場の少ない東京の子供たちにスポーツの機会をより増やして心身の鍛練と健康の増進するため、身近に行えるスポーツとして相撲をとりあげ、東京青年会議所が1977年に23区全域に広げる運動として始まった。
東京都港区の場合1976年に始まり2006年で30回目の開催。
2月に室内で行い、5月が本戦。
各回学年・性別のトーナメントを行い小学4年生以上の優勝・準優勝者は
6月のわんぱく相撲東京都大会に進出。
都内、都市部あわせた35地区で勝ち上がった総勢100名を越える
「わんぱく力士」により覇を競う。